# Angelfish

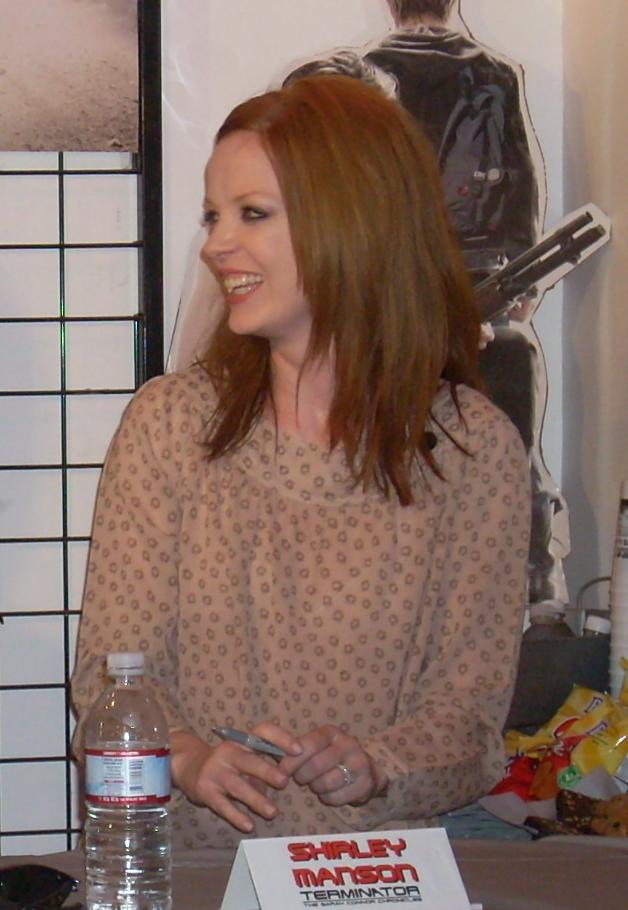
Shirley Manson, chanteuse du groupe Angelfish

Angelfish est un groupe écossais formé en 1993. Son orientation musicale se rapproche du rock alternatif.
Le groupe est composé de :
- Shirley Manson : chant
- Martin Metcalfe : guitares
- Derek Kelly : batterie
- Fin Wilson : basse

Ce groupe connut un succès modéré, il est surtout connu actuellement pour avoir été l'un des premiers groupes de Shirley Manson, maintenant chanteuse du groupe Garbage. Angelfish sortit un album simplement titré Angelfish, en 1993, chez Radioactive Records, suivi de deux singles, Suffocate Me et Heartbreak To Hate.